# Nibbiola
Nibbiola ([nib-biò-la]; Nibiola in piemontese, Nibiòla in lombardo) è un comune italiano di 836 abitanti della provincia di Novara in Piemonte.

## Geografia fisica
Nibbiola si trova a circa 10 km a sud di Novara, il territorio non è del tutto pianeggiante ma caratterizzato da piccoli rilievi collinari; il nucleo del paese sorge infatti sul Terrazzo Novara-Vespolate, di origine fluvio-glaciale, sopraelevato di una decina di metri rispetto al territorio circostante.
Nel territorio del comune scorrono diversi torrenti: Ri, Arbogna, Sparso e Neralo.

## Storia
I resti archeologici rinvenuti nella tenuta di Montarsello, consistenti in anfore, monete, coppe e balsamari in vetro, indicano la presenza in epoca romana di una piccola necropoli.
Il paese è citato per la prima volta in una carta dell'archivio del Duomo di Novara risalente al marzo 902.

### Nome locale
In lombardo occidentale, che è il dialetto parlato nel Comune come in quasi tutta la provincia di Novara, è Nibiola (ni'bjɔla). La versione in grafia piemontese, con cui è noto nel resto del Piemonte, è sempre Nibiola, ma pronunciato ni'bjʊla.

### Simboli
Lo stemma e il gonfalone del comune di Nibbiola sono stati concessi con decreto del presidente della Repubblica del 2 febbraio 1950.
Stemma
Gonfalone

## Monumenti e luoghi d'interesse

### Castello

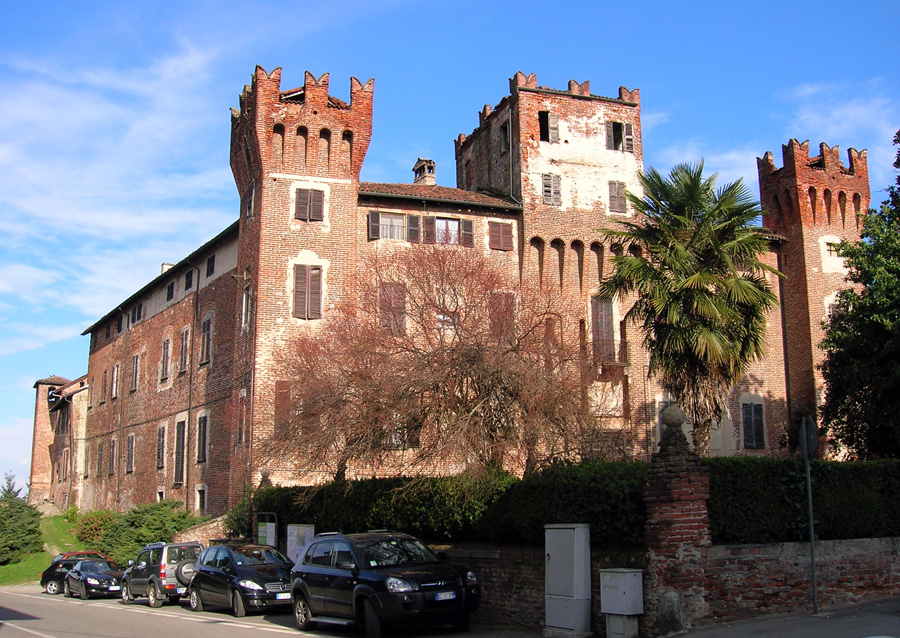
Il castello nel XXI secolo

Il primo accenno al castello risale ad una pergamena del 1198, al tempo in cui i veri padroni del paese erano i consoli del comune Graciano di San Vittore, Ruggero il Gastaldo, Valentino de Pomo e Milani.
Tra XIII e XVII secolo la proprietà passò di mano tra diverse famiglie di Novara e di Milano: i De Fossato, i Tornielli, i Della Porta, i Bagliotti e gli Ala-Ponzone.
Nel XV secolo le fortificazioni furono adeguate ai tempi.
Costruito in mattoni a vista, presenta sul lato di accesso due torri angolari e una torre centrale a difesa dell'ingresso. Ha un ponte levatoio tuttora funzionante, che consente di oltrepassare il fossato che un tempo circondava l'intera struttura e di cui oggi si leggono solo le tracce alla base della facciata.
All'interno gli ambienti si articolano intorno ad un cortile porticato, realizzato nella sua forma attuale nel XVIII secolo.
Dal cortile si accede al "Giardinone", realizzato quando il complesso aveva funzioni residenziali e non più difensive. Il giardino è interamente circondato da un grande muraglione ed era collegato tramite un viale al laghetto dove si trovava un casotto di caccia col bordello e le gondole.
Una delle caratteristiche di questo castello è che conserva ancora uno dei pochi ponti levatoi funzionanti.

### Architetture religiose
- La chiesa di San Vittore fu la prima chiesa parrocchiale del paese. La costruzione risaliva all'XI secolo, sulle rovine di una precedente cappella, ma venne demolita agli inizi del XIX secolo con l'ottocentesca motivazione di far posto alla viabilità moderna. Agli inizi del XX secolo venne costruito un oratorio in ricordo dell'antica chiesa[15].
- La chiesa di Santa Maria venne edificata nel XVI secolo, più grande e anch'essa fuori dal paese, con annesso il cimitero, per rimpiazzare nell'uso la vecchia parrocchiale[16].
- La chiesa di Santa Caterina d'Alessandria d'Egitto venne edificata in un lungo periodo tra XVI e XVII secolo, nella piazza del paese, davanti al Castello. Sostituì un'antica cappelletta dedicata alla medesima santa. Rappresenta la chiesa più grande, lo stile è barocco, la navata è unica e su di essa si innestano le sei cappelle laterali, tre per lato[17].

## Società

### Evoluzione demografica
Abitanti censiti

## Economia
I pendii collinari nei dintorni dell'abitato nei secoli sono stati ampiamente terrazzati.
Le tradizionali colture, come la vite, sono state rimpiazzate da produzioni più remunerative, come il riso.

## Amministrazione
Di seguito è presentata una tabella relativa alle amministrazioni che si sono succedute in questo comune.
| Periodo         | Periodo         | Primo cittadino    | Partito                   | Carica              | Note   |
| --------------- | --------------- | ------------------ | ------------------------- | ------------------- | ------ |
| 14 luglio 1985  | 24 maggio 1990  | Ermete Orlandi     | -                         | Sindaco             | [ 21 ] |
| 24 maggio 1990  | 24 aprile 1995  | Ermete Orlandi     | -                         | Sindaco             | [ 21 ] |
| 24 aprile 1995  | 14 giugno 1999  | Giuseppe Rubini    | Partito Popolare Italiano | Sindaco             | [ 21 ] |
| 14 giugno 1999  | 14 giugno 2004  | Giuseppe Rubini    | lista civica              | Sindaco             | [ 21 ] |
| 28 giugno 2004  | 8 giugno 2009   | Vincenzo Rocchetti | lista civica              | Sindaco             | [ 21 ] |
| 8 giugno 2009   | 19 ottobre 2010 | Giuseppe Rubini    | lista civica              | Sindaco             | [ 21 ] |
| 9 novembre 2010 | 27 maggio 2011  | Marco Baldino      |                           | Comm. straordinario | [ 21 ] |
| 16 maggio 2011  | in carica       | Giuseppe Rubini    | lista civica: noi con voi | Sindaco             | [ 21 ] |